# داوید سیلوا
داوید خوسوئه خیمنز سیلوا (به اسپانیایی: David Josué Jiménez Silva) (زاده ۸ ژانویه ۱۹۸۶) بازیکن سابق فوتبال اهل اسپانیا است که در ژوئیه ۲۰۲۳ از دنیای فوتبال خداحافظی کرد.

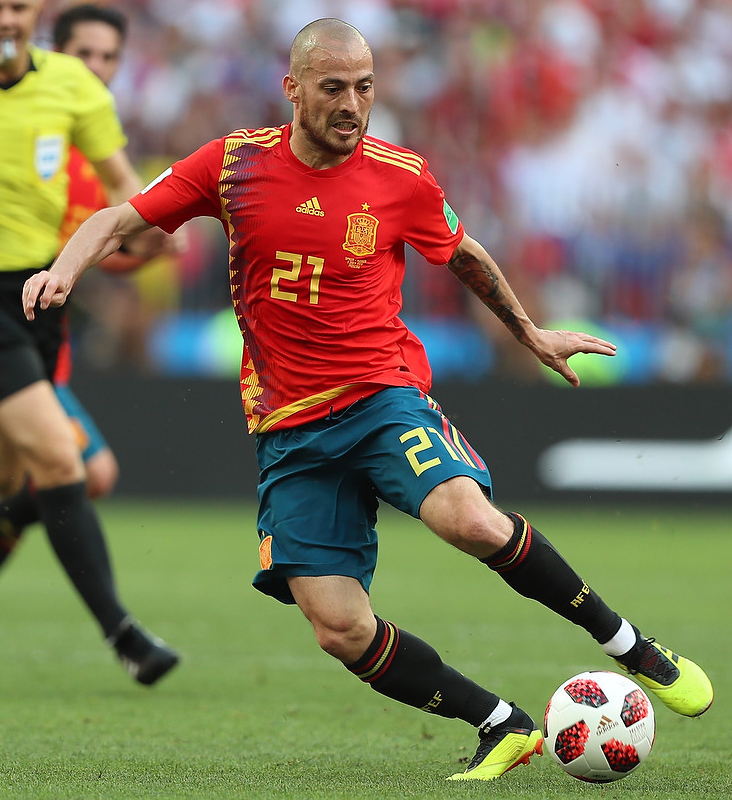
داوید سیلوا در حال بازی برای اسپانیا در سال ۲۰۱۸

وی چهارمین گل زن برتر تیم ملی فوتبال اسپانیا می‌باشد. از باشگاه‌هایی که داوید سیلوا در آنها بازی کرده می‌توان به باشگاه فوتبال والنسیا، ایبار، سلتاویگو و  منچسترسیتی اشاره کرد. داوید سیلوا در ۳۷ سالگی در ژوئن ۲۰۲۳ به دلیل مصدومیت شدید رباط صلیبی پیش از شروع فصل جدید با پیراهن رئال سوسیداد از دنیای فوتبال خداحافظی کرد.

## دوران حرفه ای

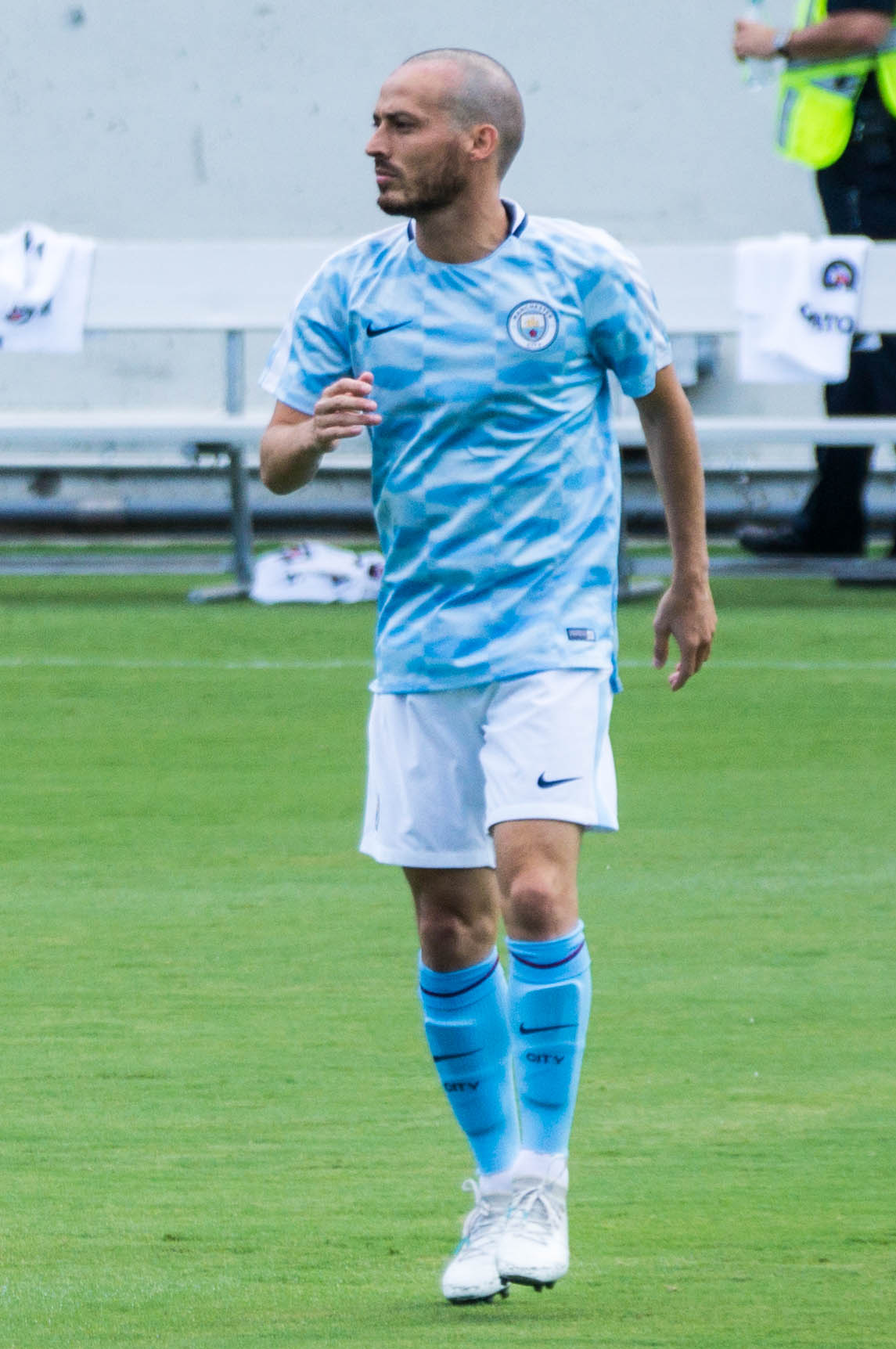
داوید سیلوا در تمرینات منچسترسیتی ۲۰۱۷

سیلوا پس از انجام آخرین بازی خود در جام جهانی مقابل روسیه از مسابقات ملی خداحافظی کرد. در اوایل سال ۲۰۱۸، سیلوا در چند بازی منچستر سیتی غایب بود. همین مسئله شایعه ابتلای سیلوا به سرطان را که از یک توئیت جعلی منسوب به پل اندرسون نشآت گرفته بود را تقویت می‌کرد. چند روز بعد سیلوا خبر از تولد زودتر از موعد پسرش داد و بیماری فرزندش را عامل غیبت‌هایش در ترکیب سیتی اذعان کرد. فرزند او متئو سیلوا قبل از جام جهانی ۲۰۱۸ از بیمارستان مرخص شد. داوید سیلوا یکی از اسطوره‌های باشگاه منچستر سیتی است و تا سال ۲۰۲۰ با این تیم قرارداد دارد. در فینال یورو ۲۰۱۲ در بازی اسپانیا و ایتالیا که با برتری ماتادورها و قهرمانی اسپانیا همراه بود، سیلوا گل اول اسپانیا را روی پاس فابرگاس با ضربه سر به ثمر رساند. سیلوا با تیم ملی اسپانیا سابقه قهرمانی جهان و یورو را در کارنامه دارد. همچنین با تیم باشگاهی خود منچسترسیتی موفق به کسب لیگ جزیره، جام حذفی و جام اتحادیه و همچنین سوپرکاپ انگلیس شده‌است و تنها جامی که در ویترین افتخارات سیلوا خالی است لیگ قهرمانان اروپا است. سیلوا توانایی بازی در پست‌هایی همچون هافبک میانی، هجومی، کناری، وینگر چپ و راست و همچنین مهاجم نوک کاذب را نیز دارد. همچنین سیلوا دومین گلزن برتر اسپانیایی لیگ جزیره است. سیلوا به تازگی در مصاحبه ای در ژوئن ۲۰۱۹ اعلام کرد که فصل ۲۰۱۹/۲۰ آخرین فصل حضور وی در منچسترسیتی خواهد بود و او بعد از ۱۰ سال این باشگاه را ترک خواهد کرد. از سال ۲۰۱۰ به بعد هیچ بازیکنی به اندازهٔ داوید سیلوا پاس گل نداده.

## امار حرفه ای
| عملکرد    | عملکرد      | عملکرد          | لیگ      | لیگ      | جام      | جام      | قاره‌ای | قاره‌ای | دیگر | دیگر | مجموع | مجموع |
| فصل       | باشگاه      | لیگ             | بازی     | گل       | بازی     | گل       | بازی   | گل     | بازی | گل   | بازی  | گل    |
|           |             |                 | لیگ برتر | لیگ برتر | جام حذفی | جام حذفی | اروپا  | اروپا  | دیگر | دیگر | مجموع | مجموع |
| --------- | ----------- | --------------- | -------- | -------- | -------- | -------- | ------ | ------ | ---- | ---- | ----- | ----- |
| ۲۰۰۴–۲۰۰۵ | ایبار       | سگوندا دیویسیون | ۳۵       | ۴        | ۰        | ۰        | ۰      | ۰      | ۰    | ۰    | ۳۵    | ۴     |
| ۲۰۰۵–۲۰۰۶ | سلتاویگو    | لالیگا          | ۳۴       | ۴        | ۰        | ۰        | ۰      | ۰      | ۰    | ۰    | ۳۴    | ۴     |
| ۲۰۰۶–۲۰۰۷ |             | لالیگا          | ۳۶       | ۴        | ۲        | ۱        | ۱۱     | ۳      | ۰    | ۰    | ۴۹    | ۵     |
| ۲۰۰۷–۲۰۰۸ | ۳۴          | لالیگا          | ۵        | ۸        | ۱        | ۶        | ۰      | ۰      | ۰    | ۴۸   | ۶     |       |
| ۲۰۰۸–۲۰۰۹ | ۱۹          | لالیگا          | ۴        | ۳        | ۰        | ۳        | ۱      | ۰      | ۰    | ۲۵   | ۵     |       |
| ۲۰۰۹–۲۰۱۰ | ۳۰          | لالیگا          | ۸        | ۲        | ۱        | ۷        | ۱      | ۰      | ۰    | ۳۹   | ۱۰    |       |
| جمع       | جمع         | جمع             | ۱۱۹      | ۲۱       | ۱۵       | ۳        | ۲۷     | ۵      | ۰    | ۰    | ۱۶۱   | ۲۹    |
| ۲۰۱۰–۲۰۱۱ | منچستر سیتی | لیگ جزیره       | ۳۵       | ۴        | ۸        | ۱        | ۱۰     | ۱      | ۰    | ۰    | ۵۳    | ۶     |
| ۲۰۱۱–۲۰۱۲ | منچستر سیتی | لیگ جزیره       | ۳۶       | ۶        | ۳        | ۰        | ۱۰     | ۲      | ۰    | ۰    | ۴۹    | ۸     |
| ۲۰۱۲–۲۰۱۳ | منچستر سیتی | لیگ جزیره       | ۳۲       | ۴        | ۶        | ۱        | ۳      | ۰      | ۰    | ۰    | ۴۱    | ۵     |
| ۲۰۱۳–۲۰۱۴ | منچستر سیتی | لیگ جزیره       | ۲۷       | ۷        | ۷        | ۰        | ۶      | ۱      | ۰    | ۰    | ۴۰    | ۸     |
| ۲۰۱۴–۲۰۱۵ | منچستر سیتی | لیگ جزیره       | ۳۲       | ۱۲       | ۹        | ۱        | ۶      | ۰      | ۰    | ۰    | ۴۲    | ۱۳    |
| ۲۰۱۵–۲۰۱۶ | منچستر سیتی | لیگ جزیره       | ۲۴       | ۲        | ۴        | ۰        | ۸      | ۲      | ۱    | ۰    | ۳۷    | ۴     |
| ۲۰۱۶–۲۰۱۷ | منچستر سیتی | لیگ جزیره       | ۳۴       | ۴        | ۴        | ۲        | ۷      | ۲      | ۴    | ۰    | ۴۹    | ۸     |
| ۲۰۱۷–۲۰۱۸ | منچستر سیتی | لیگ جزیره       | ۲۹       | ۹        | ۴        | ۱        | ۷      | ۰      | ۲    | ۱    | ۴۲    | ۱۱    |
| ۲۰۱۸–۲۰۱۹ | منچستر سیتی | لیگ جزیره       | ۳۳       | ۶        | ۷        | ۱        | ۹      | ۳      | ۳    | ۰    | ۵۵    | ۱۰    |
| ۲۰۱۹–۲۰۲۰ | منچستر سیتی | لیگ جزیره       | ۱۰       | ۳        | ۱        | ۰        | ۱      | ۰      | ۱    | ۰    | ۱۳    | ۳     |
| جمع       | جمع         | جمع             | ۲۹۲      | ۵۷       | ۴۸       | ۷        | ۶۷     | ۱۱     | ۱۱   | ۱    | ۴۲۱   | ۷۶    |
| مجموع     | مجموع       | مجموع           | ۴۸۰      | ۸۶       | ۶۳       | ۱۰       | ۹۴     | ۱۶     | ۱۱   | ۱    | ۶۴۰   | ۱۱۲   |

## افتخارات
والنسیا
- کوپا دل ری (۱): ۰۸-۲۰۰۷

منچستر سیتی
- لیگ برتر انگلیس (۴): ۱۲-۲۰۱۱، ۱۴-۲۰۱۳، ۱۸-۲۰۱۷، ۱۹-۲۰۱۸
- جام حذفی فوتبال انگلیس (۲): ۱۱-۲۰۱۰، ۱۹-۲۰۱۸
- جام اتحادیه انگلستان (۵): ۱۴-۲۰۱۳، ۱۶-۲۰۱۵، ۱۸-۲۰۱۷، ۱۹-۲۰۱۸، ۲۰-۲۰۱۹
- جام خیریه انگلستان (۲): ۲۰۱۲، ۲۰۱۹

رئال سوسیداد
- کوپا دل ری (۱): ۲۰-۲۰۱۹

اسپانیا
- جام جهانی فوتبال (۱): ۲۰۱۰
- جام ملت‌های اروپا (یورو) (۲): ۲۰۰۸، ۲۰۱۲

زیر ۱۹ سال اسپانیا
- جام ملت‌های اروپا زیر ۱۹ سال (یورو زیر ۱۹ سال) (۱): ۲۰۰۴

فردی
- دومین پاسور برتر تاریخ تیم ملی اسپانیا
- چهارمین گلزن برتر تاریخ تیم ملی اسپانیا
- بهترین بازیکن ماه لیگ برتر انگلستان: سپتامبر ۲۰۱۱
- آقای پاس گل فصل لیگ برتر انگلستان: ۲۰۱۱–۲۰۱۲
- بهترین بازیکن فصل منچسترسیتی: ۲۰۱۶–۲۰۱۷
- سه دوره حضور در تیم منتخب فصل لیگ برتر انگلستان: ۲۰۱۱–۲۰۱۲، ۲۰۱۷–۲۰۱۸، ۲۰۱۹–۲۰۲۰
- حضور در تیم منتخب تورنمنت جام ملت های اروپا: ۲۰۱۲